# Прянишников, Олимпий Иванович
Олимпий Иванович Прянишников (1789—1842) — русский военный деятель, генерал-лейтенант, флигель-адъютант.

## Биография
Родился в Перми 2 октября 1789 года, происходил из дворян Владимирской губернии, второй сын председателя Пермской гражданской палаты действительного статского советника И. Д. Прянишникова. Старший брат государственного деятеля Ф. И. Прянишникова. Внук Д. И. Прянишникова.
Воспитывался вместе со старшим своим братом Аполлинарием в Пажеском корпусе. В 1804 году был выпущен в гражданскую службу с чином XIII класса и поступил губернским секретарём в канцелярию Государственного казначейства. С декабря 1807 года состоял при обер-прокуроре Сената, владельце Елагина о-ва и Елагинского дворца, графе Г. В. Орлове.
29 марта 1810 года поступил на военную службу подпрапорщиком в лейб-гвардии Преображенский полк; с 17 октября 1811 из полковых подпрапорщиков назначен полковым флигель-адъютантом; с 26 октября 1811 произведён прапорщиком, с оставлением в должности. В рядах этого полка Прянишников принял участие в Отечественной войне 1812 года и последующих Заграничных походах 1813 и 1814 годов. Был в сражениях при Бородине, при Люцене, Бауцене и при Кульме. За отличие в тех делах, награждён чинами гвардии подпоручика и поручика, 19 сентября 1813 пожалован орденом Св. Владимира 4 степени с бантом и, в том же - 1813, прусским знаком ордена Железный крест. В 1814 году участвовал во взятии Парижа. Имел серебряные медали «В память Отечественной войны 1812 года» и «За взятие Парижа 19 марта 1814».
Вернувшись из кампании, Прянишников с 16 декабря 1817 из поручиков на вакансию произведён штабс-капитаном; с 5 июля 1820 произведён в капитаны лейб-гвардии Преображенского полка. С 13 марта 1821 года был произведён в полковники лейб-гвардии Преображенского полка и назначен там командиром батальона. С 15 декабря 1825 года, на другой день после восстания декабристов, во время которого он находился на Сенатской площади среди войск, признавших императора Николая I, был пожалован во флигель-адъютанты, с оставлением в должности батальонного командира.
С 22 августа 1827 года из гвардии переведён полковником по штатам 1-го учебного Карабинерного полка, с назначением на должность командира Пермских батальонов военных кантонистов и с оставлением в должности флигель-адъютанта императорской Свиты. По высочайшему повелению, весной 1828 года находился при наборе рекрут в Оренбургской губернии и докладывал в Главный штаб о злоупотреблениях чиновников Бугульминского рекрутского присутствия. С 3 апреля 1828 года включен в число флигель-адъютантов второго отделения Императорской Главной квартиры при поездке Николая I в действующую армию.
С 14 апреля 1829 года пожалован в генерал-майоры и назначен командиром 3-й бригады 14-й пехотной дивизии, состоявшей из 27-го и 28-го егерских полков. В составе Отдельного Кавказского корпуса, под командованием ген.-адъютанта графа И. Ф. Паскевича, участвовал в кампаниях 1829-1830 годов Русской-турецкой и Кавказской войн. В кампанию 1829 года участвовал в летнем походе в Аджарию, в августе 1829 командовал авангардом сводного русского отряда в сражении при Хули и благодаря смекалке сумел спасти бо́льшую часть своей бригады, возвращавшейся в Россию, внезапно попавшей в горах в зимний шторм. В кампанию 1830 был в походе за Кубанью, в земле шапсугов. Удачно командовал обороной по линии Ивано-Шебской (долина р. Шеба) и Георгие-Афипской (долина р. Афипс) крепостей, для обеспечения сообщений с Екатеринодаром, прикрытием переправ через р. Кубань у Алексеевского тет-де-Пона, охраной аулов российского союзника, махошевского князя Алхаса-Гаджи-Мухго. За отличие в делах против горцев, Прянишников был 26 октября 1830 года награждён золотой шпагой с алмазами и с надписью — «За храбрость».
Возвратившись из Кавказских походов, он, с началом Польской войны, 18 января 1831 года был назначен и. д. начальника штаба 4-го пехотного корпуса. Действуя в Литве, против отрядов Гелгуда, Прянишников разбил Дембинского под Малатой. По окончании кампании был 20 декабря 1831 года определён состоять при главнокомандующем действующей армией в Варшаве, ген.-фельдмаршале князе Варшавском графе И. Ф. Паскевич-Эриванском. В той должности находился до своей смерти, будучи 6 декабря 1840 года произведён в генерал-лейтенанты. За польскую кампанию пожалован орденом Святой Анны 3 степени с бантом (24.10.1831).
В той должности, за отличие по службе, 6 декабря 1833 года Прянишников был пожалован орденом Святого Станислава 1 степени, а 25 декабря, того же - 1833 года, за беспорочную выслугу 25 лет в офицерских чинах, был пожалован орденом Святого Георгия IV класса (№ 4774 по кавалерскому списку Григоровича — Степанова; высочайший указ от 1 января 1834). Тогда же - 22 августа 1833, награждён знаком отличия беспорочной службы за XX лет. В 1834 пожалован единовременным вознаграждением в размере 15 000 руб. ассигнациями. В 1835 пожалован в командоры прусского ордена Красного орла 2 класса со звездой. В 1836 император пожаловал ему майорат в Царстве Польском в потомственное владение, приносившим годовой доход до 10 тыс. злотых. 17(29) июля 1838 года Прянишников награждён орденом Святой Анны 1 степени. В 1839 император пожаловал ему золотую табакерку, с вензелевым изображением имени Его Величества.
С 3 июня 1842 года уволен в отпуск на пять месяцев к мариенбадским минеральным водам «для излечения болезни» и скончался в Дрездене 20 октября 1842 года. Высочайшим приказом от 14 ноября 1842 года исключен из списков. Был холост.